# 澤鱔
澤鱔，又名苔斑勾吻鯙，俗名薯鰻、錢鰻為輻鰭魚綱鰻鱺目鯙亞目鯙科的其中一個種。

## 分布
本魚分布在太平洋，如日本、台灣、加拉巴哥群島等水深0至30公尺的海域。

## 特徵
本魚嘴大，由於顎齒極長，上下顎不能完全密合。後鼻孔較前鼻孔為長，眼位於吻部中央，下顎末端向上彎曲。體色為深棕色；體側具有3排淡棕色之苔狀斑點。體長可達90公分。其牙齒相當銳利，要當心咬傷。

## 生態
本魚大多棲息在海濱或淺岩石、珊瑚礁海域中，以其他魚類、甲殼類為食物。晝伏夜出，白天躲在礁石岩縫附近，游動速度相當快。

## 經濟利用
食用魚，適合紅燒。亦可作為海水觀賞魚。